# Mangan(II)acetat
Mangan(II)acetat, eller ättiksyrad manganoxid, bildar rödaktiga kristaller, lösliga i vatten eller etanol. Den vattenfria formen är löslig i vatten, metanol eller ättiksyra.

## Framställning
Mangan(II)acetat kan framsställas genom en reaktion av ättiksyra med antingen mangan(II, III)oxid eller med mangan(II)karbonat.
Om den vattenfria formen skall framställas används istället en reaktion av mangan(II)nitrat med ättiksyraanhydrid.

## Användning
Manganacetat har haft användning som sikativ och, liksom flera andra mangansalter, som stimulerande gödselmedel.